# Fiesta Nacional de Suiza
La Fiesta Nacional Suiza (en alemán Schweizer Bundesfeiertag; en francés Jour de la fête nationale suisse; en italiano Giorno della festa nazionale svizzera; en romanche Di da la festa naziunala Svizra) es el Día Nacional Suizo, oficial en toda Suiza desde el año 1994.
La fiesta se celebró por primera vez en el año 1891, como conmemoración del 600 aniversario del Pacto Federal de 1291, elegido como mito fundador, en lugar del Juramento de Rütli que se festejaba anteriormente. La fecha del 1º de agosto se determina igualmente por este pacto, que fue firmado a principios de agosto, aunque no se conoce la fecha exacta.

## Historia
La fiesta nacional suiza se refiere al Pacto Federal de 1291 de la Confederación de 1291 acordado por los representantes de los tres cantones primitivos:Uri, Schwyz y Nidwalden.
En la Edad Media no existía una fiesta nacional, no se conmemoraba ningún acontecimiento común suizo, se festejaban fiestas locales.
Con la creación del Estado Federal y con el fin de consolidar los lazos entre los diferentes cantones, los partidos, y las tendencias confesionales, se hizo necesaria la creación de un evento común. Otros países poseían fiestas naciones; además los suizos en el extranjero necesitaban una fiesta para mantener los enlaces con la madre patria y poder demostrar la existencia de Suiza en sus países de acogida.
El 14 de diciembre de 1889 el Consejo Federal Suizo propuso la organización de una gran fiesta en todos los cantones, y especialmente en Berna donde la fiesta de la confederación sería combinada con el 700 Aniversario de la Ciudad de Berna. Pero los suizos piensan que la fiesta principal debe realizarse en Brunnen, el lugar donde, según ellos, tuvo lugar la firma del pacto de 1291. La asamblea federal aceptó y decidió dejar a los suizos la organización de la fiesta en la Suiza primitiva.
La primera fiesta duró dos días (el 1 y el 2 de agosto de 1891). Las autoridades de Suiza se reúnen el 1 de agosto para una gran representación teatral en Schwyz con 960 figurantes que representaron toda la historia de Suiza mediante cuadros vivientes y cantos patrióticos. La segunda parte, el 2 de agosto, en Rütli era una parte más emotiva, con los cantos de Guillermo Tell, paseos en barco y la iluminación de las cumbres que rodean la ciudad. Por otra parte, para las fiestas cantonales y locales de los suizos en el extranjero se dictó un programa común mínimo: el 1 de agosto repique de todas las campanas a las 7 de la tarde, y hogueras en las colinas; para el 2 de agosto servicio divino de carácter patriótico; cualquier otro evento se deja a la apreciación de los cantones y comunas. La colonia suiza de París organizó una fiesta grandiosa, cuya fecha fue adelantada al de de julio de 1891.
La fiesta nacional de 1891 fue prevista como un evento único. Bajo la presión de los suizos en el extranjeros provocó que a partir del año 1899 se celebre anualmente.
El 1 de agosto en un día festivo oficial en toda Suiza desde 1994. Hasta entonces, el 1 de agosto era un día ordinario; algunos cantones (Zúrich, Schaffhausen y el Tesino) consideraban este día como una fiesta legal, los demás cantones lo consideraban únicamente como un día semi-festivo. Se lanzó una iniciativa popular en 1991 con el fin de conseguir que fuese festivo en toda Suiza. La iniciativa fue aceptada el 26 de septiembre de 1993 por votación.

## Festividades

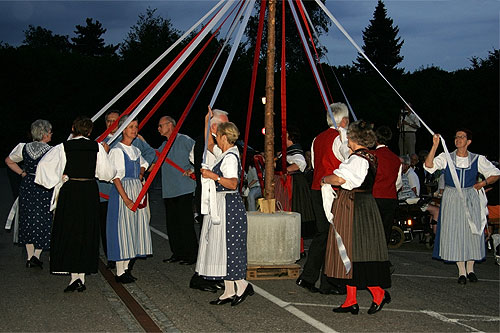
Bailes tradicionales del 1º de agosto en Reinach, 2005.

El 1 de agosto, cada comuna suiza organiza a la caída de la noche, hogueras, desfiles de farolillos y fuegos artificiales. Las hogueras evocan las señales usadas anteriormente como un medio visual de transmisión. Desde 1993 se celebran almuerzos en el campo o en las plazas de las ciudades.
Las fiestas son responsabilidad exclusiva de los municipios, no hay fiesta nacional federal. Sin embargo, el presidente de la Confederación Suiza pronuncia un discurso difundido por radio y televisión.